# Nektar
Nektar — британський прогресив-рок гурт, створений в німецькому Гамбурзі в 1969 році.

## Склад
- Рон Хоуден — ударні, бек-вокал (1969—1978, 2003—2016, 2019 -)
- Дерек «Мо» Мур — бас, клавішні, вокал та лірика (1969—1978, 2002—2003, 2019 -)
- Мік Брокетт — спецефекти (1969—1977, 2002, 2019 -)
- Ричи Чландра — гітари, вокал (1978, 2019 -)
- Ренді Дембо — бас, бек-вокал (2003—2006, 2019 -)
- Кендалл Скотт — клавішні (2019 -)

## Дискографія
- 1971 — «Journey to the Centre of the Eye»
- 1972 — «A Tab in the Ocean»
- 1973 — «…Sounds Like This»
- 1973 — «Remember the Future»
- 1974 — «Down to Earth»
- 1975 — «Recycled»
- 1977 — «Magic is a Child»
- 1980 — «Man in the Moon»
- 2001 — «The prodigal son»
- 2004 — «Evolution»
- 2008 — «Book Of Days»
- 2012 — «A Spoonful of Time»
- 2013 — «Time Machine»
- 2020 — «The Other Side»[2]